# Полярни животни
Полярните животни се срещат на полярните области на Земята – Арктика и Антарктида. Тук, поради лошото време, леда и студа, не живеят много животни.
В Арктика някои безгръбначни включват паяци, кърлежи, комари и мухи. В по-топлите райони на полярните региони могат да се видят също молци, пеперуди и бръмбари. Някои от по-големите животни, които се срещат тук са лисици, вълци, зайци, елени и карибу. Забелязани са различни видове птици в Арктика, като най-известната птица, която се среща тук е снежната сова, имаща достатъчно мазнини върху себе си, за да бъде в състояние да оцелее в студените температури.
В Антарктика някои от съществуващите безгръбначни са акари, бълхи и кърлежи. Антарктида е единственият континент, на който не живеят земни бозайници. Освен това няма и птици, въпреки че е известно, че са били забелязани различни такива от Южна Америка.
Има и много различни животни, които живеят в морската вода в близост до полярните региони. Калмарите се срещат в Антарктика и Арктика. Те са източник на храна за други големи животни като мъжките кашалоти. Също така има голямо разнообразие от риби в полярните региони. Арктическата треска е основен вид за Арктика. Срещат се още камбала, херинга и някои други видове риба. Не е много голямо разнообразието сред рибите в Антарктида. Тук се срещат Lepisma saccharina и някои видове от семейство Myctophidae.
Около 95 % от птиците които се размножават в Арктика са само четири различни вида: полярния буревестник, kittiwake, малката гагарка (Alle alle) и Uria lomvia. Тези птици се размножават тук, когато ледът започне да се топи и когато започнат да се образуват пукнатини в леда, спомагащи за намирането на храна на птиците. От птиците в Антарктика живеят само пингвинът и Procellariiformes.

## Особености
Фауната на северните морета е свързана с редица специфични особености. Цветът на повечето животни и птици през цялата година (а някои само през зимата) е бял или много светъл. Също така, за някои от животинските форми тука е присъщ гигантизмът. Северният ледовит океан е дом на най-големите миди, най-голямата медуза Cyanea capillata (до 2 m в диаметър, с дължина на пипалата до 20 m), и най-големата змиевидна морска звезда. В Карско море се срещат също гигантски корали и морски паяци, с крака достигащи до 30 cm. Друга особеност на организмите живеещи в Северния ледовит океан е тяхното дълголетие. Например, в Баренцово море има миди, които живеят до 25 години (в Черно море живеят не повече от 6 години), треска живееща до 20, и камбала – до 30 – 40 години. Това се дължи на факта, че в студените арктически води развитието на жизнените процеси е по-бавно..

## Полярни животни

### Бяла мечка
Те обитават ледове и крайбрежията на Арктика и са най-едрите сухоземни хищници в света. Мъжкият достига тегло 600 кг. Дебел слой подкожна мазнина и гъста, непромокаема козина предпазват мечката от студа. Лапите и са силно окосмени, за да я предпазват от студа и плъзгането по леда. Бялата мечка е отличен плувец. Ципите между пръстите и улесняват плуването. Храни се с тюлени, кашалоти, косатки и др. Бялата мечка често дебне с часове край някоя дупка в леда, откъдето тюлените се показват, за да поемат въздух.

### Птици
Над полярните морета кръжат и дебнат риби морелетници, буревестници, рибарки, по скалите край брега живеят тъпоклюни кайри и гагарки, които се гмуркат в крайбрежните води. Кайрите имат характерна яркооцветена човка, особено през размножителния период. Има самоуверена и същевременно комична походка, което ѝ придава смешен вид. Гагарките имат голям и черен клюн с бяла ивица до върха му. Имат и бяла ивица започваща от окото до основата на клюна.

### Пингвини
Те обитават крайбрежията на Антарктида. Пингвините са птици, които не могат да летят, но плуват отлично, благодарение на крилата си, подобни на весла. Императорските пингвини са най-едрият вид. Женската снася по едно яйце, а мъжкият го мъти (топли) в кожна гънка, спускаща се от корема върху краката му. В нея яйцето, а после и новоизлюпеното малко, са защитени от студа и неприятелите. За разлика от оперението на родителите си, малките имат светлосив пух, благодарение на който те приемат възможно най-голямо количество топлина, която е жизненоважна за тях, понеже все още не могат да регулират телесната си температура.

### Тюлени
Популацията на тюлени по ледените шапки е около 2,5 милиона. За тях се знае, че се размножават на сушата в полярните региони. Тялото им е издължено, с много гъвкав гръбначен стълб и къси крайници, наподобяващи перки. Наричат се „безухи“, защото нямат външно ухо. Размерите им варират от 1,2 до 6,5 m. дължина на тялото, като при повечето видове няма съществена разлика в големината между половете. На сушата същинските тюлени се придвижват пълзейки или пързаляйки се по корем, като само се отбутват с късите си крайници, без да могат да стъпват на тях.

### Моржове
Моржовете нямат външно ухо, очите им са малки, а муцуната къса и широка, покрита с 13 – 14 реда осезателни косъмчета (вибриси). На сушата задните карака на моржа се подвиват напред и вземат участие в придвижването. Кожата на моржа е дебела около 4 cm и има дълбоки напречни гънки. Дебел подкожен слой мазнини предпазва животното от студа на полярните води. Космената покривка на младите моржове е по-гъста и кестенявокафява на цвят, като с възрастта оредява и изсветлява. Моржовете живеят на стада от 10 до 100 животни. Обитават бреговете на Северния ледовит океан, арктическите райони на Атлантика и Берингово море. Предпочитаното им местообитание са ледовете в плитки води на шелфа, където търсят основната си храна: дънни мекотели, червеи и ракообразни. В природата главният им неприятел е косатката: появата и предизвиква паника в стадото моржове.

### Нарвали
Китовете в полярните региони могат да бъдат намерени в близост до повърхността на водата. Нарвалът е арктически зъбат кит, отделен заедно с Белухата в семейство Monodontidae. Нарвалите живеят на границата на ледовете. През зимата те мигрират навътре в открито море заедно с напредващите ледове, а през лятото с размразяването на ледовете се насочват обратно към крайбрежните води. Хранят се предимно с треска, гренландска камбала, сепия и скариди. Женската ражда на всеки три години. Бременността ѝ продължава около 15 месеца. Новороденото има дължина средно 1,5 m и тежи приблизително 80 – 85 кг. Възрастните мъжкари достигат дължина 4,5 m и тегло 2 тона. Нарвалът е рядък вид, вписан в Червения списък на световнозастрашените видове на IUCN като почти застрашен.

### Полярна лисица
Полярната лисица (Vulpes lagopus), наричана също песец, е вид лисица, произлизаща от студените арктически области. Традиционно тя е смятана за единствен представител на род Alopex, но днес понякога се включва в род Лисици (Vulpes). Полярната лисица има две цветови разновидности. Лисиците с бяла цветова схема са бели през зимата и кафяви през лятото, като остават белезникави отдолу. Лисиците със синя цветова схема са светлосиви през зимата и сиви със синкав оттенък през лятото.

## Полярни животни във филми
- „Походът на императорите“ (2005) – научнопопулярен
- „Нарния“ (2005) – фентъзи, приключенски
- „На лов за нарвали“ (2007) – документален
- „Весели крачета“ (2006) и „Весели крачета 2“ (2011) – анимация